# Правовая психология
Правовая психология — это совокупность эмоциональных переживаний, традиций, настроений и других психических процессов, отражающая субъективное оценочное отношение людей к праву.

### Правовая психология как структурный элемент правовой идеологии
Правовая психология взаимосвязана с правовой идеологией. Специфику данных структурных элементов  правосознания составляют концептуальное осознание и выражение отношений людей к действующему законодательству и практическому применению законов. В структуре правосознания правовая психология выступает в качестве эмоционально-волевого компонента, в основе которого лежат правовая ментальность, правовые обычаи и традиции народа. 
Через правовую психологию реализуются: 
- обычаи и традиции, предопределённые правовой культуре, вошедшие в быт и культуру личности;
- способность оценивать своё поведения с точки зрения его соответствия нормам права;

Правовая психология является естественно образующимся в жизни каждого индивида отражением объективной нужды в правовой регуляции социальных взаимодействий и представляет собой самоорганизующуюся систему, которая развивается по своим законам.
Гармоничное развитие правовой идеологии и правовой психологии является гарантом корректного отражения правовой реальности в сознании индивида, а также социально-формирующего воздействия права на процесс развития общества.

### Психологическое осмысление феномена права
В зародившейся к концу XIX социологической школе права, психологические аспекты права и правового регулирования были выдвинуты на передний план. Исследовалась проблема психологии толпы, психического заражения, аномии и др. Согласно отечественной социологической школе права, правовая психология тесно взаимосвязана с политическими, экономическими, нравственными факторами общественной жизни. Будучи средством регулирования общественных отношений и социального контроля, правовая психология, выраженная через правосознание субъектов правовой психологии, является эмоционально-интеллектуальным отражением в сознании личности и общества.
Право — элемент социальной реальности, следовательно, оно не может обойтись без помощи указаний, которые проявляются общими психологическими и социальными законами.

#### Лев Иосифович Петражицкий: психологическая теория права
Наибольшее влияние в формировании российской психологической школы права сыграл Лев Иосифович Петражицкий, профессор юридического факультета Петербургского университета. Согласно его психологической теории, право определяется как совокупность психических элементов, целиком обусловлено психикой индивида и является разновидностью этических эмоций, которые придают поведению характер обязанности.. Л. И. Петражицкий утверждает, что именно эмоциональная сфера человека выступает главным источником права. Он делит эмоции на моральные и правовые. Моральные эмоции выступают в качестве внутренних детерминант поведения человека, а правовые эмоции носят атрибутивно-императивный характер, то есть отображают потребности индивида в чувственном переживания долга совершить какое-либо деяние, а также в возможности осуществлять определённые действия.
Л.И. Петражицкий выделяет следующие социальные сферы, отражая которые правовая психология обретает своё содержание:
- межличностные отношения: официальное отношения людей, ограниченные заданными формальными правилами, а также между близкими людьми, несвязанные с соблюдением формальностей.
- преступная правовая психика, племенное, религиозное, этническое представление о праве;
- императивно-атрибутивные переживания и проекции, в частности в детском возрасте.
- правовые переживания, основанием которых являются  племенное, религиозное, этническое представления о праве, как субъектов правовых обязанностей и прав.

Л.И. Петражицкий придавал высокую значимость правовой психологии в жизни каждого индивида, определяя ее регулятором поведения человека в социуме.